# Titania et Bottom
Titania et Bottom – ou en anglais Titania and Bottom – est un tableau de l'artiste britannique Johann Heinrich Füssli réalisé vers 1790. Cette huile sur toile représente des personnages du Songe d'une nuit d'été, la pièce de William Shakespeare : entourée par ses consœurs, la reine des fées Titania se tient debout, nue, à côté de son amour, Nick Bottom, dont un sort a changé la tête en celle d'un âne. 
L'œuvre est conservée à la Tate Britain, à Londres.